# Thomas Gimbel
Thomas Gimbel (* 12. Februar 1966 in Mannheim) ist ein deutscher Schauspieler und Theaterregisseur.

## Leben

### Ausbildung und Theater
Gimbel wuchs in Viernheim auf, wo er auch sein Abitur ablegte. In Viernheim gründete er mit Freunden 1984 das Kabarett Herzklopfen, wo er bis 1988 Autor, Regisseur, Sänger und Darsteller war. Nach dem Abitur nahm er zuerst ein Studium der Sozialpädagogik auf, das er jedoch nach kurzer Zeit abbrach.
Er absolvierte dann von 1988 bis 1991 eine Schauspielausbildung an der Westfälischen Schauspielschule. Bereits während des Studiums hatte er erste Theaterengagements. Sein Bühnendebüt gab er 1990 am Schauspielhaus Bochum. Von 1991 bis 1998 war er, unter der Intendanz von Holk Freytag, festes Ensemblemitglied an den Wuppertaler Bühnen.
Seit 1995 war Gimbel auch als Theaterregisseur tätig, zuerst am Schillertheater NRW, der kurzlebigen Fusion der Wuppertaler Bühnen und des Musiktheaters im Revier Gelsenkirchen von 1996 bis 2000. Gimbel spielte auf der Theaterbühne ein breites Repertoire, das sowohl die deutschsprachigen Bühnenklassiker, aber auch Stücke der Moderne und Komödien umfasste. Seit 1998 arbeitet Thomas Gimbel freiberuflich als Schauspieler und als Regisseur im Bereich Schauspiel und Oper. Zu seinen Regiearbeiten gehörten unter anderem Glückliche Zeiten von Alan Ayckbourn (1998, Schillertheater NRW), Was ihr wollt (1998, Schillertheater NRW), Hilfe, das Volk kommt von Dario Fo (1998, Theater Koblenz) und die Oper Die lustigen Weiber von Windsor (2005, am Theater Nordhausen). Mehrfach inszenierte er auch am Theater in Cronenberg im Wuppertaler Stadtteil Cronenberg, so unter anderem die Theaterstücke Kunst (2000) und Lügen haben junge Beine von Ray Cooney (2003) und eine Bühnenfassung des Films Keinohrhasen (2010).
Gimbel ist auch weiterhin als Theaterschauspieler tätig. 2004 spielte er an der Seite von Gudrun Landgrebe an der Kleinen Komödie am Max II in München den italienischen Kellner und Wirt in der Komödie Glückliche Zeiten; Regie führte Daniel Karasek.
Seit 2008 gastierte er mehrfach mit der Rolle des perfiden Betriebspsychologen Richard Möhrle in der Psychokomödie Die Grönholm-Methode des katalanischen Autors Jordi Galceran; diese Rolle spielte er unter anderem in Düsseldorf am Theater an der Kö (2008) und 2009 am Contra-Kreis-Theater in Bonn. Anfang 2009 spielte er die Rolle des Präsidenten des US-amerikanischen Truthahnzüchter-Verbandes in der Erfolgskomödie November von David Mamet; diese Rolle wiederholte er in der Spielzeit 2011/2012 am Theater an der Kö. 2010 spielte er diese Rolle auch am Contra-Kreis-Theater in Bonn.
Im Sommer 2011 übernahm er bei den Bad Hersfelder Festspielen den Höfling Cornelius in Hamlet sowie den Kellermeister und Mönch Remigius von Varagine in einer Bühnenfassung des Romans Der Name der Rose.

### Film und Fernsehen
Gimbel spielte seit Ende der 1990er Jahre auch zahlreiche Fernseh- und Filmrollen. Häufig wurde er dabei als profilierter Nebendarsteller in komödiantischen Rollen eingesetzt. Er hatte Rollen in verschiedenen Kinofilmen, unter anderem in Der Krieger und die Kaiserin (2000, als Pfleger Markus), in Der Zimmerspringbrunnen (2001, als Müller-Burckhardt) und in Die Wilden Hühner und die Liebe (2006).
Im Fernsehen gehörte er in der Rolle des Horst „Hotte“ Schlömann zur Stammbesetzung der Comedy-Serie Die Camper. Er spielte an der Seite von Anke Engelke in mehreren Staffeln der Comedy-Serie Ladykracher. Er gehörte zum Hauptcast der Comedy-Serie WunderBar. Außerdem hatte er Episodenrollen in den Fernsehserien Die Wache, Alarm für Cobra 11 – Die Autobahnpolizei, Lasko – Die Faust Gottes, Rennschwein Rudi Rüssel und Großstadtrevier.
Er wirkte auch in Nebenrollen in mehreren Fernsehfilmen mit, so als Nachbar in Film Feine Freunde (2003) aus der Fernsehreihe Donna Leon oder in der Tatort-Episode Todesengel (2005). In dem ARD-Märchenfilm Des Kaisers neue Kleider war er 2010 in der komischen Rolle des Dieners Paul zu sehen.
Thomas Gimbel ist verheiratet und lebt mit seiner Frau und Kindern in Ratingen.

## Filmografie (Auswahl)
- 1997–2006: Die Camper
- 1999: Late Show
- 2000: L’Amour
- 2000: Der Krieger und die Kaiserin
- 2001: Tatort – Mördergrube
- 2001: Der Zimmerspringbrunnen
- 2002: Ladykracher
- 2003: Donna Leon – Feine Freunde
- 2005: Die Wache (Folge: Trojanische Pferde)
- 2005: Tatort – Todesengel
- 2005: Tatort – Ein Glücksgefühl
- 2006: Lasko – Die Faust Gottes
- 2006: Die Wilden Hühner und die Liebe
- 2006: Im Namen der Braut
- 2007: Beim nächsten Tanz wird alles anders
- 2008: Marie Brand und die tödliche Gier
- 2008–2010: WunderBar
- 2009: Rennschwein Rudi Rüssel (Folge: Rudi zieht um)
- 2009: Großstadtrevier (Folge: Ein neuer Anfang)
- 2010: Des Kaisers neue Kleider
- 2013: Turbo & Tacho
- 2018: Heldt (Folge: Täuschungen)

## Hörspiele
- 2013: Nii Parkes: Die Spur des Bienenfressers – Regie: Thomas Leutzbach (Hörspiel – WDR)
- 2018: Der dunkle Wald. Trisolaris-Trilogie nach Liu Cixin, Regie: Martin Zylka (Hörspiel – WDR)[8]